# Fifth Harmony (альбом)
Fifth Harmony ― третий студийный альбом американской группы Fifth Harmony, который был выпущен 25 августа 2017 года на лейблах Syco Music и Epic Records. Тексты песен альбома обсуждают темы расширения прав и возможностей женщин, уверенности, любви и единства. Некоторые критики отметили сходство между Fifth Harmony и предыдущим альбомом группы 7/27. Альбом дебютировал на четвёртой строчке американского чарта Billboard 200, с продажами в 46 000 копий за первую неделю. Он также дебютировал в десятках лучших в нескольких странах, включая Канаду, Новую Зеландию, Ирландию и Великобританию, в Мексике он дебютировал на третьем месте, а в Испании — на первом. Fifth Harmony — первый и единственный альбом группы, в котором нет Камилы Кабельо, которая покинула группу в декабре 2016 года, чтобы продолжить сольную карьеру. Альбом также остается их последним релизом, так как после его выхода группа взяла паузу, чтобы участники могли продолжить сольную карьеру. Альбом продвигался в рамках тура PSA, проходившего с сентября 2017 по май 2018 года.

## История
В 2016 году Fifth Harmony выпустили свой второй студийный альбом под названием 7/27. Для продвижения альбома они отправились в тур 7/27. Во время интервью с радиоведущим Элвисом Дюраном после концерта iHeartRadio Jingle Ball группа объявила, что работает над новым альбомом. 18 декабря 2016 года они объявили в социальных сетях, что Камила Кабельо покинула группу. После последствий ухода Кабельо и размышлений о будущем группы участники опубликовали ещё одно заявление, в котором говорилось: Мы провели последние полтора года на уговоры Камилы и её команды записать хотя бы ещё один альбом с нами. Мы с нетерпением ждем будущего и того, что принесёт новый год.
Запись Fifth Harmony началась в Китае в 2017 году. Участники группы были вовлечены в процесс по максимуму, написав большинство песен в соавторстве, выбирая, какие из них спродюсировать, и обменивались идеями. Группа сотрудничала с несколькими продюсерами и авторами песен, включая The Stereotypes, Skrillex, The Monsters and the Strangerz, Ammo DallasK и Tommy Brown.

## Критика
| Совокупная оценка    | Совокупная оценка |
| Источник             | Оценка            |
| -------------------- | ----------------- |
| Metacritic           | 64/100            |
| Оценки критиков      |                   |
| Источник             | Оценка            |
| AllMusic             | [ 6 ]             |
| Entertainment Weekly | B-                |
| The New York Times   | 80/100            |
| Idolator             | 3/5               |
| Pitchfork            | 5.3/10            |
| Rolling Stone        | [ 11 ]            |
| Spin                 | 6/10              |
| The Guardian         | [ 13 ]            |

Fifth Harmony получил в целом положительные отзывы музыкальных критиков. Бриттани Спэнкс из Rolling Stone назвала альбом самым сплоченным альбомом группы на сегодняшний день и удовлетворительным введением в то, на что может быть способна Fifth Harmony в новом составе. Марк Снетикер из Entertainment Weekly сказал, что альбом перекликается с их предыдущим альбомом 7/27. Мэтт Коллар из AllMusic назвал альбом утонченным и что группа завершает трансформацию из молодёжной поп-группы в зрелую, взрослую современную R&B-группу. В рецензии для The Guardian Майкл Крэгг написал, что альбом одновременно ощущается как заявление о намерениях и наспех сколоченная лебединая песня.

## Трек-лист
| №                   | Название                      | Автор(ы) | Длительность |
| ------------------- | ----------------------------- | --- | ------------ |
| 1.                  | «Down» (featuring Gucci Mane) | Joshua Coleman Dallas Koehlke Claire Demorest Radric Davis | 2:45         |
| 2.                  | «He Like That»                | Coleman Koehlke Ester Dean Dexter Ansley Gerald Baillergeau Ondreius Burgie Stanley Burrell George Clinton Jr. Garry Shider David Spradley Frank Brim                                                                             | 3:37         |
| 3.                  | «Sauced Up»                   | Ally Brooke Hernandez Dinah Jane Lauren Jauregui Normani Kordei Harmony Samuels Edgar Etienne Varren Wade Candace Shields Ryan Toby                                                                                               | 3:17         |
| 4.                  | «Make You Mad»                | Hernandez Jane Jauregui Kordei Dan James Leah Haywood Rob Ellmore | 2:54         |
| 5.                  | «Deliver»                     | Jonathan Yip Jeremy Reeves Ray Romulus Ray McCullough Taylor Parks Whitney Phillips | 3:26         |
| 6.                  | «Lonely Night»                | Hernandez Jane Jauregui Kordei Jason Evigan Dayo Alatunji Jordan Johnson Stefan Johnson Marcus Lomax | 3:25         |
| 7.                  | «Don't Say You Love Me»       | Nate Cyphert Ian Kirkpatrick Henrik Barman Michaelsen Edvard Forre Erfjord Lisa Scinta | 3:13         |
| 8.                  | «Angel»                       | Sonny John Moore Jason Boyd | 3:09         |
| 9.                  | «Messy»                       | Hernandez Jane Jauregui Kordei James Haywood Ellmore Thomas Allen Harold Brown Orville Burrell Morris Dickerson Ricardo Ducent Gerry Goldstein Leroy Jordan Lee Levitin Charles Miller Shaun Pizzonia Howard Scott Brian Thompson | 3:14         |
| 10.                 | «Bridges»                     | Hernandez Jane Jauregui Kordei Thomas Brown Anthony Jones Sebastian Kole | 4:03         |
| Общая длительность: | Общая длительность:           | Общая длительность: | 33:03        |

| №                   | Название                                       | Автор(ы) | Длительность |
| ------------------- | ---------------------------------------------- | --- | ------------ |
| 11.                 | «Por Favor» (Spanglish version) (with Pitbull) | Adonis Shropshire Alicia Keys Armando Pérez Barry White Bilal Hajji Jamie Sanderson Jermaine Dupri Jorge Gomez José Carlos García Madison Love Manuel Lonnie Seal Jr. Philip Kembo Usher Raymond | 3:18         |
| Общая длительность: | Общая длительность:                            | Общая длительность: | 36:21        |

| №                   | Название                      | Длительность |
| ------------------- | ----------------------------- | ------------ |
| 11.                 | «Down» (instrumental version) | 2:43         |
| Общая длительность: | Общая длительность:           | 35:46        |

## Чарты
| Чарт(2017)                               | Высшая позиция |
| ---------------------------------------- | -------------- |
| Австралия (ARIA)                         | 9              |
| Австрия (Ö3 Austria)                     | 41             |
| Бельгия/Фландрия (Ultratop)              | 13             |
| Бельгия/Валлония (Ultratop)              | 31             |
| Канада (Canadian Albums Chart)           | 7              |
| Чехия (ČNS IFPI)                         | 61             |
| Нидерланды (Album Top 100)               | 11             |
| Финляндия (Suomen virallinen lista)      | 40             |
| Франция (SNEP)                           | 44             |
| Германия (Offizielle Top 100)            | 56             |
| Ирландия (IRMA)                          | 6              |
| Италия (Classifica album)                | 16             |
| Japanese Albums (Oricon)                 | 19             |
| Japanese Albums (Billboard Japan)        | 51             |
| Mexican Albums (AMPROFON)                | 3              |
| Новая Зеландия (RMNZ)                    | 7              |
| Норвегия (VG-lista)                      | 19             |
| Польша (ZPAV)                            | 30             |
| Португалия (AFP)                         | 2              |
| Шотландия (Scottish Albums Chart)        | 9              |
| South Korean Albums (Gaon)               | 97             |
| South Korean Albums International (Gaon) | 10             |
| Испания (PROMUSICAE)                     | 1              |
| Швеция (Sverigetopplistan)               | 21             |
| Швейцария (Schweizer Hitparade)          | 28             |
| Великобритания (UK Albums Chart)         | 10             |
| США (Billboard 200)                      | 4              |

| Чарт (2017)               | Позиция |
| ------------------------- | ------- |
| Mexican Albums (AMPROFON) | 99      |